# المليداء
المليداء هو مركزٌ سعوديٌ تابعٌ لمدينة بريدة المركز الإداري لمنطقة القصيم، في المملكة العربية السعودية. المركز من الفئة (أ)، ورمزه 1759 حسب دليل الترميز الموحد للمناطق الإدارية بالمملكة العربية السعودية.